# Pałac w Sadkowie
Pałac w Sadkowie – pałac wybudowany w XVIII w., w miejscowości Sadków.

## Historia
Obiekt wybudowany w 1744 r. na planie prostokąta w stylu barokowym w miejscu obronnego dworu wzniesionego w XVI w. i otoczonego fosą. Ze spalonego w 1739 r. dworu ocalały: sień, część murów parteru oraz piwnice. Pałac zwieńczony dachem mansardowym  z lukarnami. Pośrodku fasady barokowy portal z 1744 zawierający  herby Hioba Heinricha Rothkirch und Panthen i jego żony Marii Heleny von Heugel (herb małżonki  umieszczono później).
Zabytek jest częścią zespołu pałacowego, w skład którego wchodzi jeszcze dwuhektarowy park, założony pod koniec XIX w. z okazami drzew, m.in.  buk pospolity, jesion wyniosły oraz platan klonolistny.

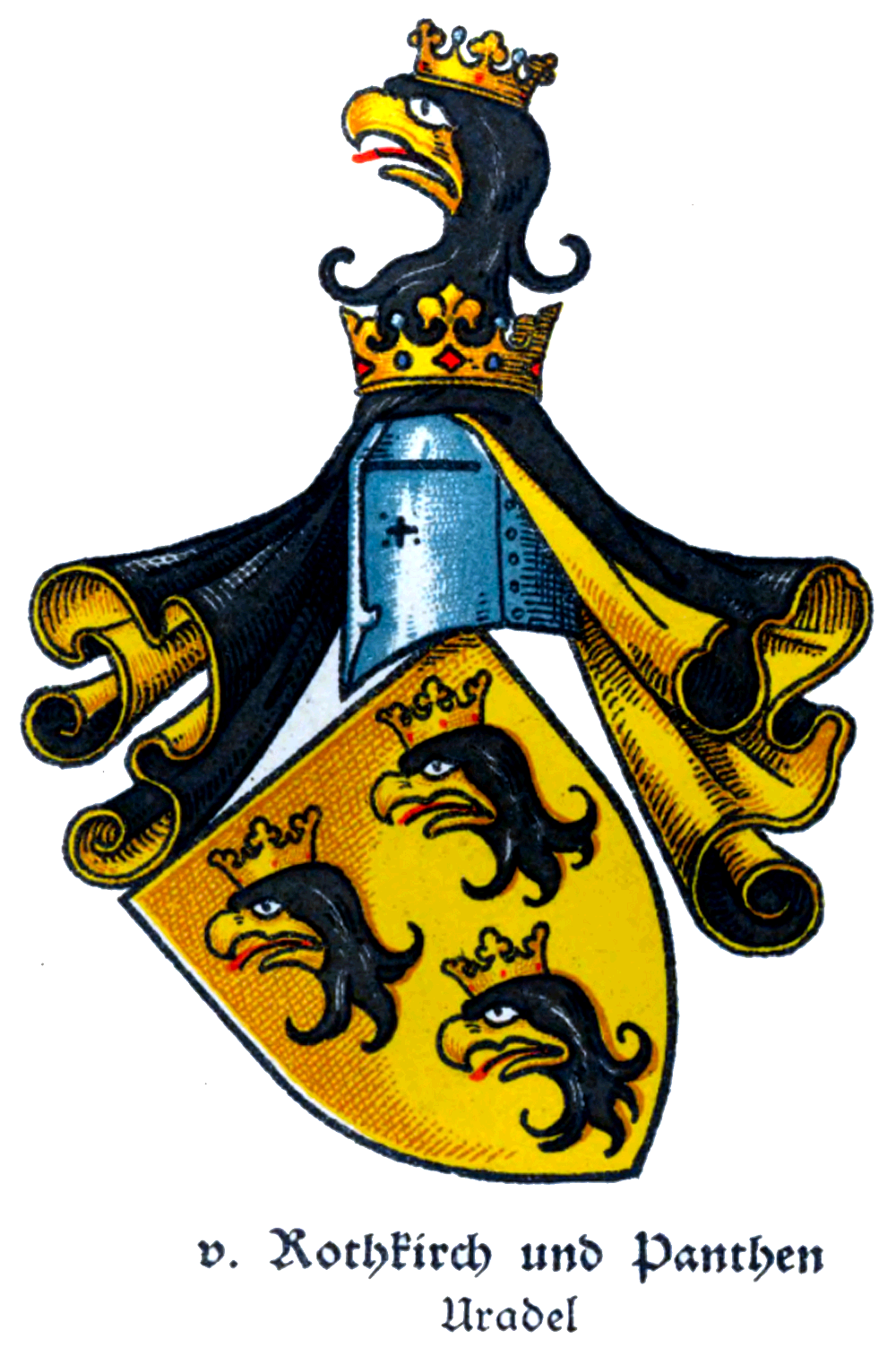
Herb von Rothkirch
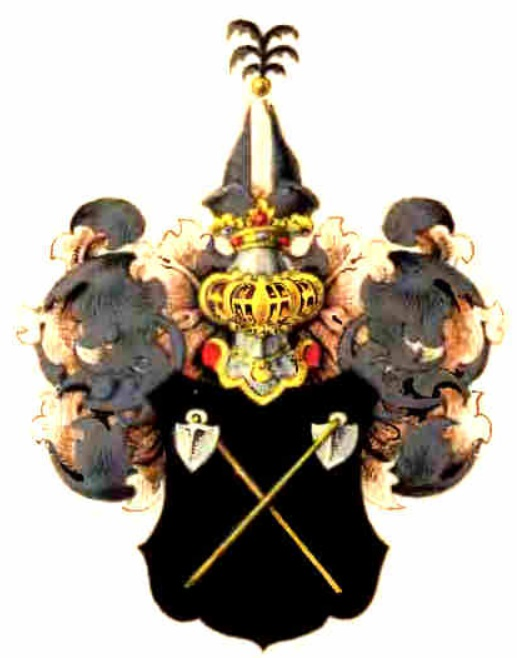
Herb von Heugel